# Llista de rellotges de sol del Moianès
Llista de rellotges de sol instal·lats de forma permanent en espais públics de la comarca del Moianès.

## Castellterçol
| Nom                                               | Descripció | Localització                                     | Coordenades                                          | Fitxa | Imatge                  |
| ------------------------------------------------- | --- | ------------------------------------------------ | ---------------------------------------------------- | ----- | ----------------------- |
| Casals Millet                                     | | Castellterçol Ballvé, 22                         |                                                      | fitxa | Carregueu una nova foto |
| Casanova de la Vall, masoveria del mas de la Vall | | Castellterçol                                    | 41° 45′ 26″ N, 2° 08′ 22″ E / 41.757167°N,2.139550°E | fitxa | Carregueu una nova foto |
| Antic Hostal Cal Clapers                          | Inscripció: Tingues per costum aprofitar ma llum                                                                                       | Castellterçol C. Pavordia, 17-19                 | 41° 45′ 05″ N, 2° 07′ 18″ E / 41.751333°N,2.121650°E | fitxa | Carregueu una nova foto |
| Ca l'Albó                                         | Inscripció: Currit irreparabile tempus                                                                                                 | Castellterçol Pl. Prat de la Riba, 2-3           |                                                      | fitxa | Carregueu una nova foto |
| Casa Argüelles                                    | Inscripció: Si fa sol dic l'hora que és, si està núvol no dic rés                                                                      | Castellterçol Ctra, de Moià, 14 (façana lateral) |                                                      | fitxa | Carregueu una nova foto |
| Mas Oller                                         | Inscripció: Formosa és la posta del sol, s'amaga a la muntanya, jo li dic a Déu siau, ja l'he perdut de vista, fins demà si a Déu plau | Castellterçol Trencall ctra. a Moià              | 41° 45′ 35″ N, 2° 06′ 53″ E / 41.759705°N,2.114801°E | fitxa | Carregueu una nova foto |

## Collsuspina
| Nom                                  | Descripció | Localització                               | Coordenades                                          | Fitxa | Imatge                  |
| ------------------------------------ | ---------- | ------------------------------------------ | ---------------------------------------------------- | ----- | ----------------------- |
| Camí de Sant Cugat de Gabadons       |            | Collsuspina Camí de Sant Cugat de Gabadons | 41° 50′ 05″ N, 2° 10′ 32″ E / 41.834722°N,2.175556°E | fitxa | Carregueu una nova foto |
| Mas Casanoves, Casa pairal Casanovas |            | Collsuspina                                | 41° 49′ 50″ N, 2° 10′ 53″ E / 41.830556°N,2.181389°E | fitxa | Carregueu una nova foto |
| El Coll, Hostal El Toll              |            | Collsuspina Ctra. N-141-C Vic a Manresa    | 41° 49′ 27″ N, 2° 09′ 54″ E / 41.824167°N,2.165000°E | fitxa | Carregueu una nova foto |

## L'Estany
| Nom               | Descripció                                        | Localització                                  | Coordenades                                          | Fitxa | Imatge                                                                   |
| ----------------- | ------------------------------------------------- | --------------------------------------------- | ---------------------------------------------------- | ----- | ------------------------------------------------------------------------ |
| Can Rubís         | Inscripció: Qui no bat pel juliol no bat quan vol | L'Estany C. de Barcelona, 4                   |                                                      | fitxa | Carregueu una nova foto                                                  |
| Casa Consistorial |                                                   | L'Estany Monestir Santa Maria, façana lateral | 41° 52′ 07″ N, 2° 06′ 45″ E / 41.868733°N,2.112483°E | fitxa | Casa Consistorial (l'Estany) · Vegeu més fotos · Carregueu una nova foto |

## Granera
| Nom                               | Descripció                                                | Localització                         | Coordenades                                        | Fitxa | Imatge                  |
| --------------------------------- | --------------------------------------------------------- | ------------------------------------ | -------------------------------------------------- | ----- | ----------------------- |
| Camí darrere de Can Paraira       |                                                           | Granera Centre del poble             |                                                    | fitxa | Carregueu una nova foto |
| Camí de Monistrol                 |                                                           | Granera Des del mirador de Can Cucut |                                                    | fitxa | Carregueu una nova foto |
| Església de Sant Martí de Granera | Inscripció: Quan el sol ha passat, la meva feina s'acabat | Granera                              | 41° 43′ 31″ N, 2° 03′ 26″ E / 41.72537°N,2.05724°E | fitxa | Carregueu una nova foto |

## Moià
| Nom                              | Descripció                                                                             | Localització                      | Coordenades                                          | Fitxa | Imatge                  |
| -------------------------------- | -------------------------------------------------------------------------------------- | --------------------------------- | ---------------------------------------------------- | ----- | ----------------------- |
| Molí d'en Pujol                  |                                                                                        | Moià Ctra. Manresa-Vic, km 28     | 41° 48′ 40″ N, 2° 06′ 29″ E / 41.811156°N,2.108117°E | fitxa | Carregueu una nova foto |
| Escoles Pies                     | Inscripció: ... pafugax legus protempore pono si rex umbra fugax quod tibi tempus erit | Moià Av. Escoles Pies, 14         | 41° 48′ 48″ N, 2° 05′ 45″ E / 41.813337°N,2.095738°E | fitxa | Carregueu una nova foto |
| Hostal Restaurant Montví de Baix |                                                                                        | Moià Ctra. C-59 a l'Estany, km 41 | 41° 49′ 36″ N, 2° 05′ 38″ E / 41.826583°N,2.094000°E | fitxa | Carregueu una nova foto |

## Monistrol de Calders
| Nom                               | Descripció      | Localització                              | Coordenades                                          | Fitxa | Imatge                                                                                               |
| --------------------------------- | --------------- | ----------------------------------------- | ---------------------------------------------------- | ----- | --- |
| Cal Marfà                         | Inscrpció: 1892 | Monistrol de Calders C. Fèlix Estrada, 13 |                                                      | fitxa | Carregueu una nova foto                                                                              |
| Església parroquial de Sant Feliu |                 | Monistrol de Calders Pl. de l'Església    | 41° 45′ 35″ N, 2° 00′ 51″ E / 41.759818°N,2.014071°E | fitxa | Església parroquial de Sant Feliu (Monistrol de Calders) · Vegeu més fotos · Carregueu una nova foto |

## Sant Quirze Safaja
| Nom                            | Descripció                                                                               | Localització                                | Coordenades                                          | Fitxa | Imatge                  |
| ------------------------------ | ---------------------------------------------------------------------------------------- | ------------------------------------------- | ---------------------------------------------------- | ----- | ----------------------- |
| Urbanització Solà del Boix     |                                                                                          | Sant Quirze Safaja C. del Sol - c. del Solà |                                                      | fitxa | Carregueu una nova foto |
| Carrer Major, 10-12            |                                                                                          | Sant Quirze Safaja C. Major, 10-12          | 41° 43′ 40″ N, 2° 09′ 14″ E / 41.727736°N,2.153921°E | fitxa | Carregueu una nova foto |
| Església de Sant Pere de Bertí | Inscripció: Pels camins del cel el sol va fent via, mira quina hora és i aprofita el dia | Sant Quirze Safaja Camí de l'Ullar          | 41° 43′ 13″ N, 2° 13′ 46″ E / 41.720278°N,2.229444°E | fitxa | Carregueu una nova foto |

## Santa Maria d'Oló
| Nom                                      | Descripció | Localització                       | Coordenades                                          | Fitxa | Imatge                  |
| ---------------------------------------- | ---------- | ---------------------------------- | ---------------------------------------------------- | ----- | ----------------------- |
| Carrer San Antoni, 1                     |            | Santa Maria d'Oló C. San Antoni, 1 |                                                      | fitxa | Carregueu una nova foto |
| Plaça Major                              |            | Santa Maria d'Oló Pl. Major        |                                                      | fitxa | Carregueu una nova foto |
| Església parroquial de Santa Maria d'Oló |            | Santa Maria d'Oló                  | 41° 52′ 27″ N, 2° 02′ 09″ E / 41.874078°N,2.035806°E | fitxa | Carregueu una nova foto |